# Colin Gasking Butler
Colin Gasking Butler OBE FRS (26 de outubro de 1913 – 4 de janeiro de 2016) foi um entomologista britânico que isolou pela primeira vez o feromônio que atrai zangões para abelhas rainhas.
Foi eleito Membro da Royal Society em 1970.
Morreu em 4 de janeiro de 2016 com 102 anos de idade após breve doença.